# Castelo de Himeji
O Castelo de Himeji (em japonês: Himeji-jo, 姫路城; -jō), também conhecido como Hakurojō ou Shirasagijō devido ao seu brilhante exterior branco e forma de garça-real a iniciar o voo, é um complexo palaciano com 83 edifícios de madeira, localizado na cidade de Himeji, Prefeitura de Hyogo, no Japão.
Uma das mais antigas estruturas ainda existentes do Período Sengoku, é considerado como um Tesouro Nacional do Japão, tendo sido classificado como Património Mundial da Humanidade pela UNESCO, em Dezembro de 1993. Juntamente com o Matsumoto-jo e com o Kumamoto-jo, é um dos "Três Famosos Castelos" do Japão e o mais visitado do país.
O nome popular do castelo, Hakuro-jō (白鷺城: garça-branca) pode derivar dessas aves, que parecem ter sempre habitado o local.

## História

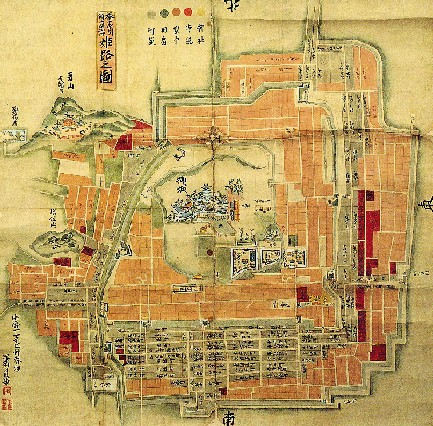
Castelo de Himeji, Japão: planta de 1761, com detalhes dos trilhos, secções e a torre central.

O castelo foi concebido e construído durante a Era Nanboku-cho do Período Muromachi. Nessa época, era chamado de Himeyama-jo (Castelo Himeyama). Em 1331, Akamatsu Sadanori planeou um castelo na base do Monte Himeji, onde Akamatsu Norimura havia construído o templo de Shomyoji. Depois da queda de Akamatsu, durante a Guerra de Kakitsu, o Clã Yamana tomou conta, por um curto período, dos planos do castelo; a família Akamatsu regressou depois da Guerra de Ōnin.
Em 1580, Toyotomi Hideyoshi tomou controle do castelo semi-abandonado, e Kuroda Yoshitaka construiu uma torre com três andares. Depois da Batalha de Sekigahara, em 1601, Tokugawa Ieyasu concedeu o Castelo de Himeji a Ikeda Terumasa, o qual empreendeu um projecto de expansão que duraria nove anos, e trouxe ao castelo, grosso modo, a sua forma actual. "Apenas o portão Este de uma secção da segunda muralha" sobrevive do período anterior . As últimas adições principais, o Círculo Ocidental, foram concluídas em 1618.
O Castelo de Himeji foi um dos últimos domínios dos tozama daimyō no final do Período Edo. Manteve-se na posse dos descendentes de Sakai Tadasumi até à Restauração Meiji. Em 1868, o novo Governo do Japão enviou o Exército Okayama, sob o comando dos descendentes de Ikeda Terumasa, com ordens para bombardear o castelo com cartuxos vazios e expulsar os seus ocupantes.

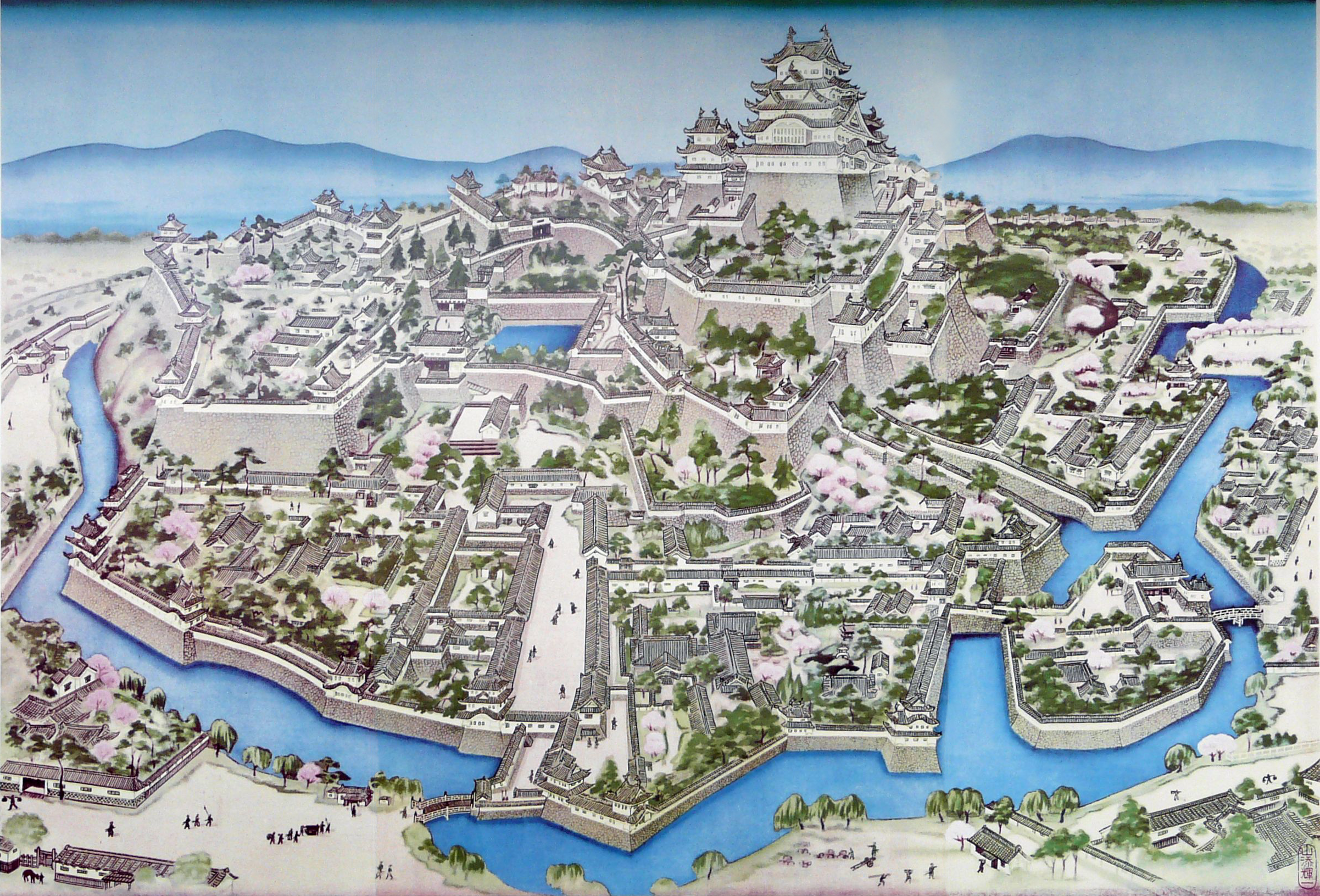
Castelo de Himeji:
desenho com um complexo minucioso de caminhos, muros e fosso; como fortificações contra potenciais invasores.

Quando se aboliu o sistema han, em 1871, o castelo foi vendido em leilão por um valor de 23 yenes (actualmente 153 dólares). No entanto, o custo de desmantelamento do castelo era exorbitante, portanto o complexo foi abandonado.
O Décimo Regimento de Infantaria ocupou o conjunto em 1874 e o Ministério da Guerra tomou controle deste em 1879. A torre principal foi restaurada em 1910, com o custo de 90.000 yenes retirados dos fundos públicos.
A cidade de Himeji foi bombardeada em 1945, no final da Segunda Guerra Mundial. Apesar de a maior parte da área circundante ter sido destruída por incêndios, o castelo sobreviveu sem sofrer danos, à excepção dalguns impactos das explosões na proximidade.
Os esforços para restaurar o castelo começaram em 1956, e durante o processo foram usados apenas equipamento e métodos tradicionais, tendo o restauro sido concluído em 1964.

## Características

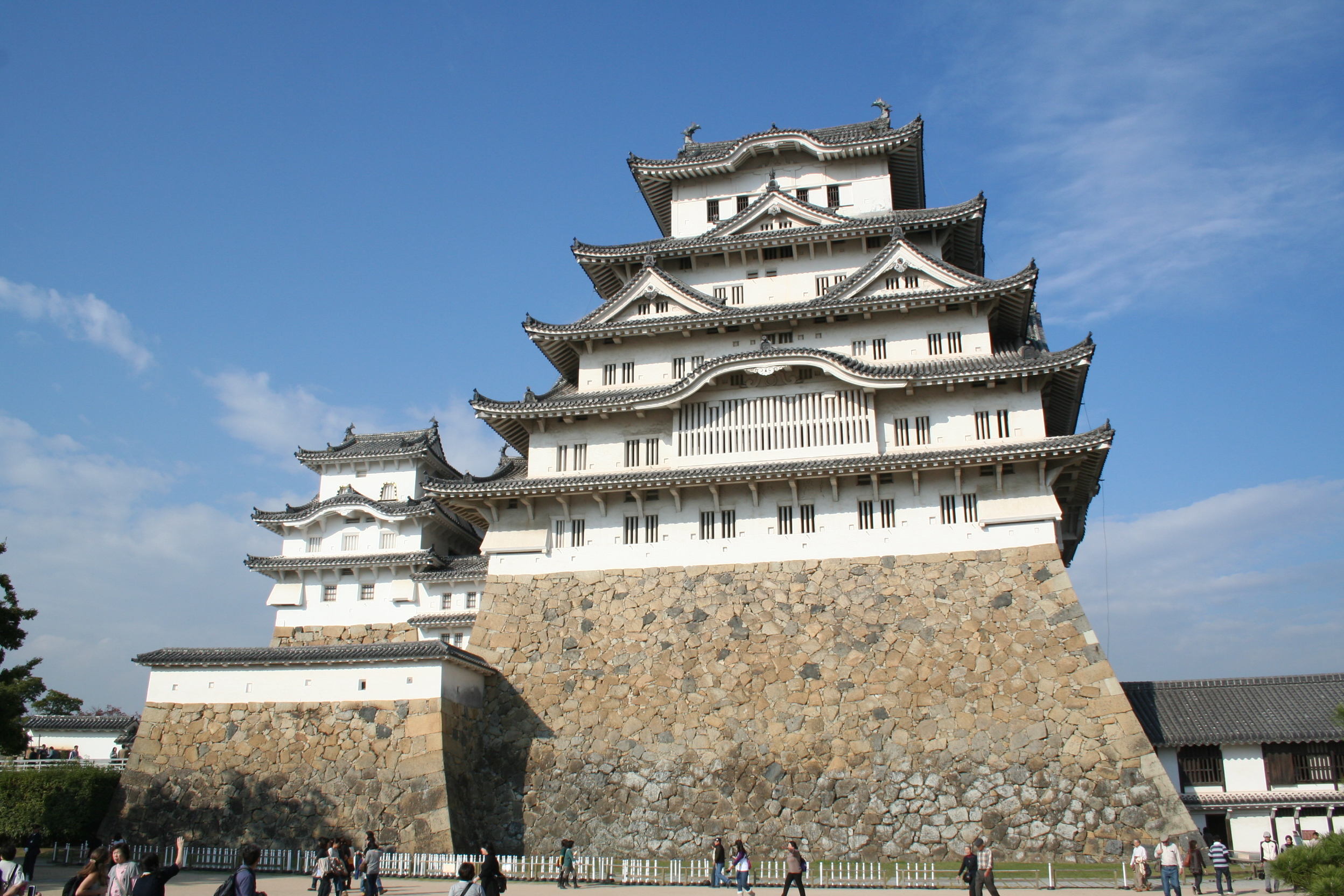
Castelo de Himeji, Japão: torre principal. É de notar o tamanho das fundações, as quais tinham uma função defensiva.

O Castelo de Himeji serve como um excelente exemplo do protótipo de Castelo Japonês, contendo muitas das características de defesa e de arquitectura militar mais associadas com esses castelos. As altas fundações em aparelho de pedra, as paredes brancas e a organização interna dos edifícios no complexo são elementos padrão de qualquer castelo daquele país, e o monumento também exibe muitos outros exemplos do típico desenho japonês, incluindo posicionamento de armas e buracos de várias formas geométricas, para atirar pedregulhos ou rochas a assaltantes.
Um dos elementos defensivos mais importantes do Castelo de Himeji, e talvez o mais famoso, é o confuso labirinto de calçadas íngremes que conduzem à fortaleza principal. Os portões, muralhas exteriores e outras paredes do complexo foram organizados de forma a confundir forças invasoras e permitir um contra-ataque mais rápido e eficiente. A cerca à volta do castelo, com muitos caminhos sem saída, assegurava a observação dos inimigos e punha-os em posição vulnerável a potenciais ataques a partir do forte, a qualquer ponto em se aproximassem. Ironicamente, o Castelo de Himeji nunca foi atacado dessa forma, pelo que o sistema nunca chegou a ser testado.

## Secções e portas

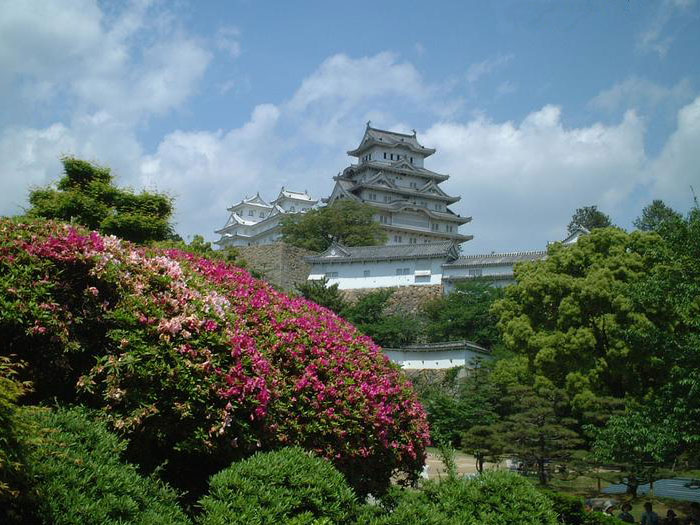
Castelo de Himeji, Japão.

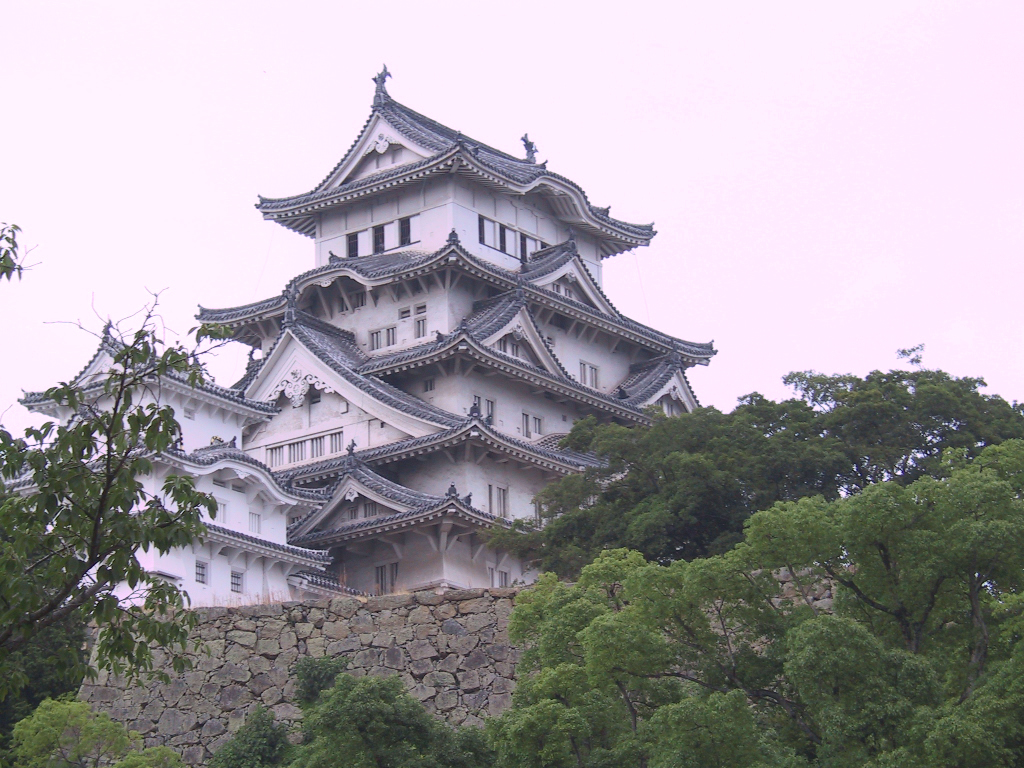
Castelo de Himeji, Japão: torre
principal.

### Nishinomaru
É uma das secções mais famosas, além da torre principal, encontrando-se na ala Oeste do castelo. Neste sector viveu Senhime, a filha do shógun Tokugawa Hidetada, em 1615, a qual foi esposa durante onze anos de Honda Tadatoki, embora a morte deste, em 1626, tenha obrigado Senhime a regressar a Edo, a capital do xogunato.
Embora, actualmente, a maioria da ala esteja em ruínas, existem alguns pavilhões em melhor estado, como o Hyakkenroka (grande corredor) e o Keshō yagura (pavilhão das mulheres); acredita-se que este último foi o salão onde Senhime se vestia.

### Aburakabe
Nesta secção, localizada depois da porta Ho, as paredes não são de gesso branco mas sim de argila, cal e gravilha. Acredita-se que esta secção foi construída no tempo de Toyotomi Hideyoshi.

### Poço da Okiku

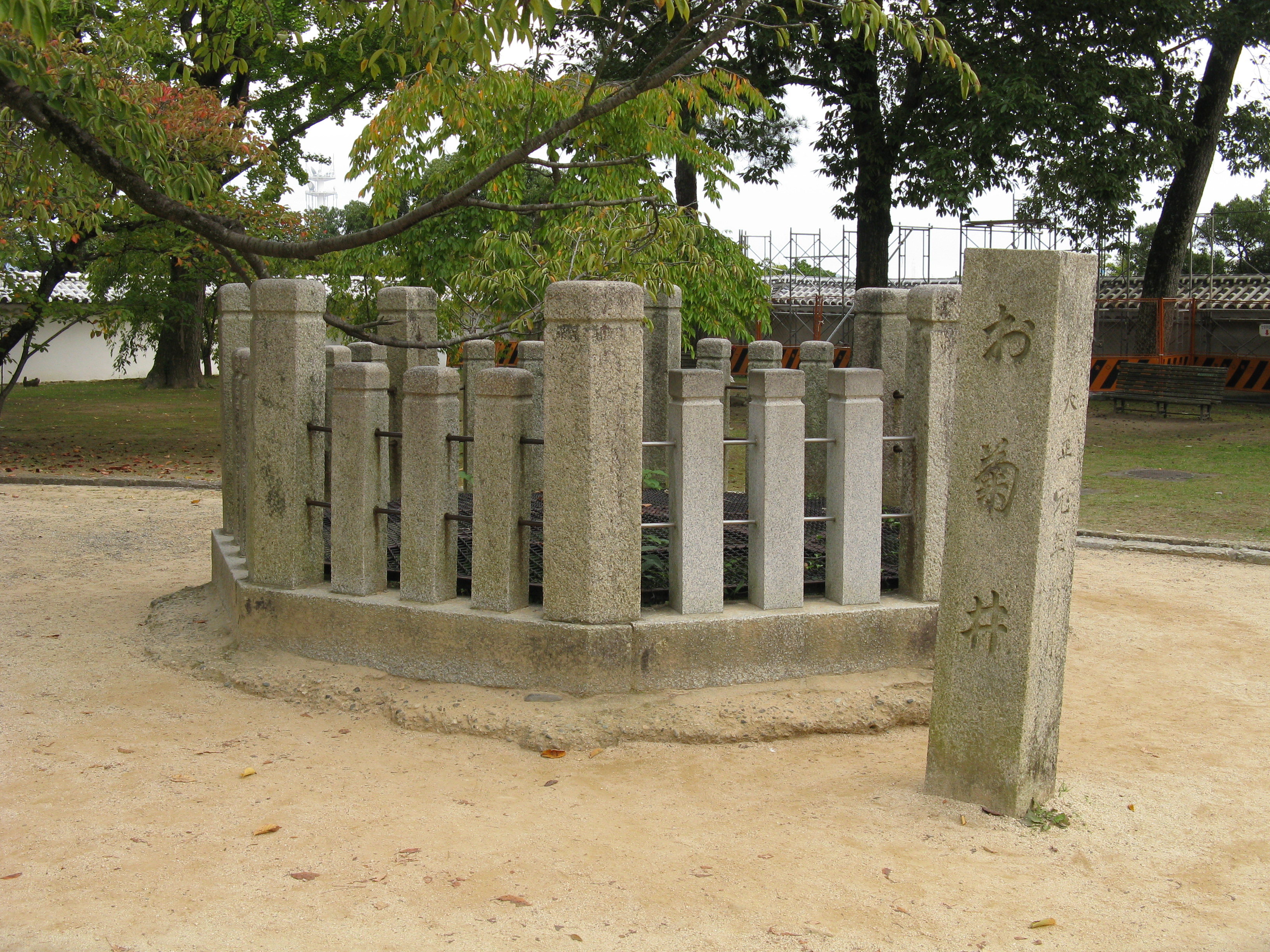
Poço de Okiku

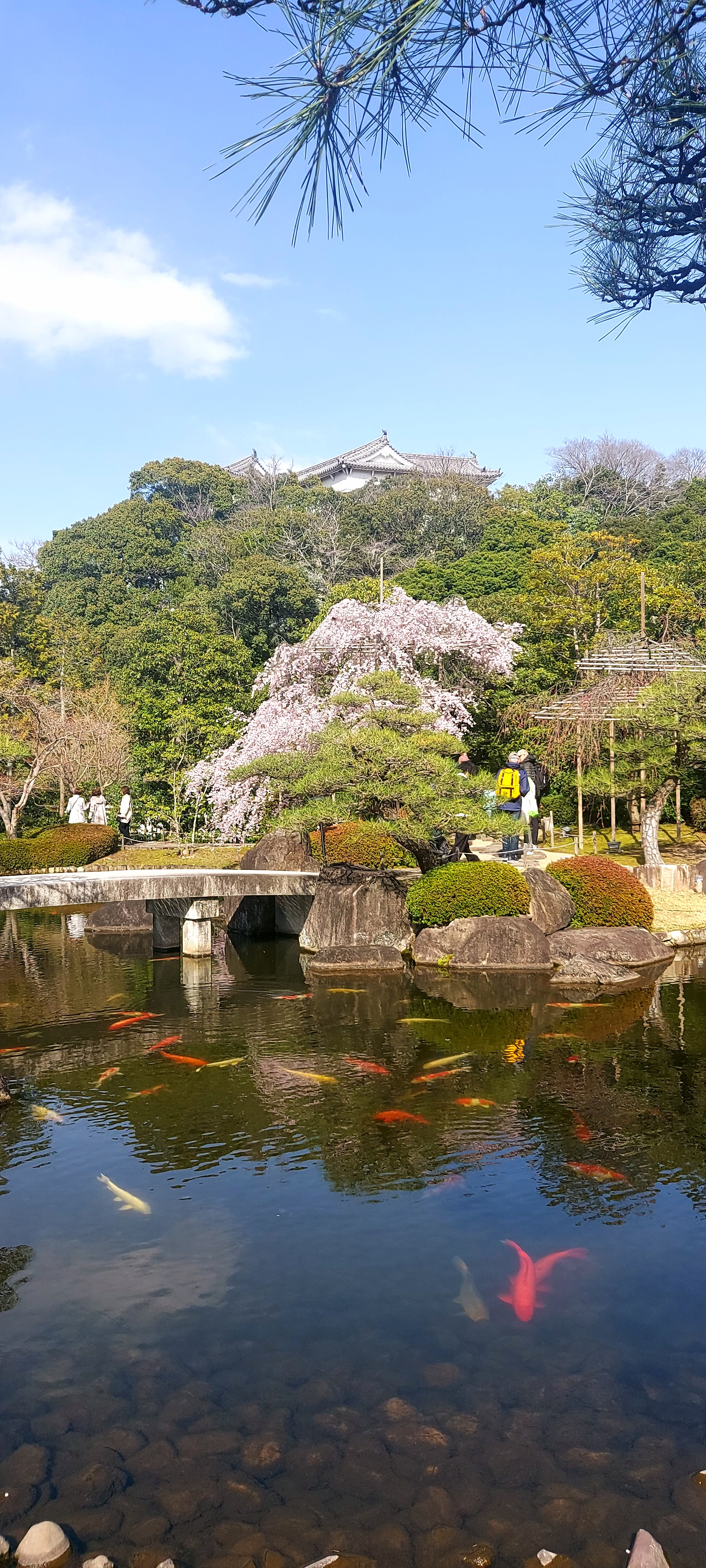
Kokoen: jardins, lago e carpas koi.

Este poço encontra-se junto à torre Bizenmaru. Conta a lenda de Banchō Sarayashiki que no dito poço deambula o fantasma de Okiku, uma serva do castelo. 
O samurai Ayoama Tessan estava apaixonado por Okiku, mas não era correspondido. Como vingança, convenceu-a que ela havia perdido um dos dez preciosos pratos holandeses que pertenciam ao lorde. A perda ou roubo de um desses dez pratos, era crime punível por morte. Tessan propôs-lhe manter silêncio se fosse sua amante, mas ela recusou os avanços. Furioso pela rejeição, amarrou-a a uma corda e torturou-a, mas mesmo assim ela não cedeu. Então matou-a com a espada e atirou-a ao poço. Depois disso ao anoitecer, uma voz fantasmagórica elevava-se do poço contando lentamente de um a nove e recomeçava sem cessar; noite após noite. O monge local foi chamado para recitar sutras no poço, mas sem sucesso. Uma noite, desesperado e sem saber o que mais tentar, o monge esperou que o fantasma dissesse "nove" e então ele gritou "dez". "Até que enfim", disse a voz do poço e desde aí voltou o silêncio de novo.
A lenda tem diferentes versões, algumas delas localizando a história na zona de Chiyoda, Edo (o nome antigo de Tóquio).

### Jardim Koko-en
Este parque foi reconstruído em 1992 pelo município de Himeji, a partir das escavações das ruínas da grande mansão na zona Oeste. Do dito parque pôde reconstruir-se as ruas, as vivendas, as paredes de lama, a porta de Nagayamon, o portão principal da entrada do parque e, adicionalmente, nove jardins no interior do mesmo. 
Os jardins são adjacentes ao fosso que circunda as muralhas do castelo, originalmente com funções defensivas. Hoje uma colónia de garça-branca (Ardea alba) vive na floresta acima do fosso, e é parte integrante das atrações do castelo. 

## Festividades

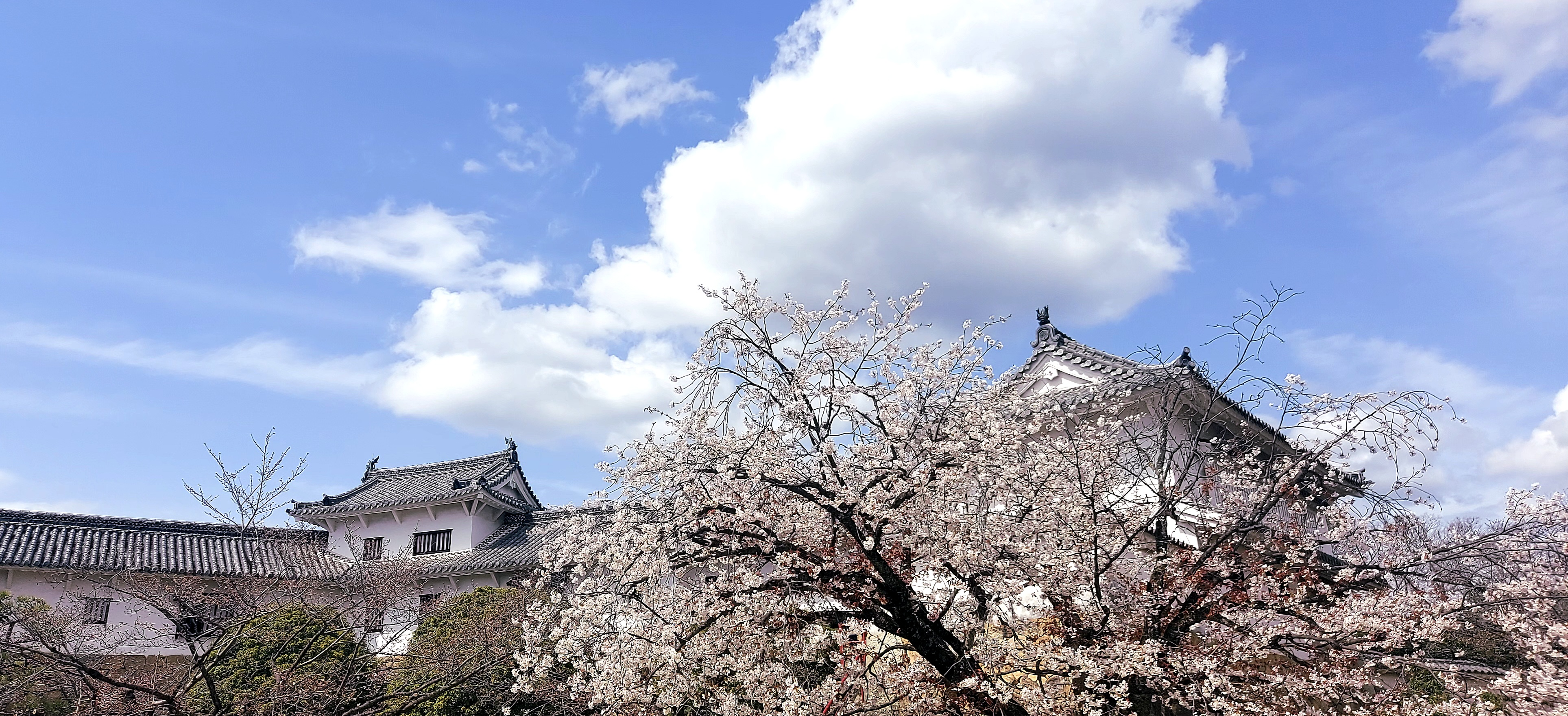
Sakura: festival das cerejeiras em flor no Castelo de Himeji

Anualmente, são dedicados dois dias especialmente ao Castelo de Himeji:
- O Festival Sakura (primeiro Domingo de Abril), no qual se celebra o hanami, ou contemplação das cerejeiras em flôr;
- A Festa do Castelo de Himeji (início de Agosto), na qual todo o público pode visitar o castelo, tanto o exterior como o interior.

## Cultura popular
O Castelo de Himeji aparece frequentemente na televisão japonesa. O histórico Edo-jo não possui, actualmente, uma fortaleza, e por esse motivo, quando os enredos ficcionais exigem a sua representação, como por exemplo em Abarenbo Shogun, é necessário recorrer a um magnífico substituto, recorrendo os produtores ao Castelo de Himeji.
O Castelo de Himeji serviu de cenário a várias produções cinematográficas e televisivas, de que se destacam:

### No cinema
- 1967 - You Only Live Twice, filme de James Bond protagonizado por Sean Connery. Aparece como a escola secreta de treino de ninjas, do personagem Tiger Tanaka, e centro de desenvolvimento de mísseis;
- 1980 - Kagemusha, de Akira Kurosawa;
- 1985 - Ran, de Akira Kurosawa, tendo sido usado em grandes partes do filme;
- 2003 - The Last Samurai, protagonizado por Tom Cruise, tendo sido gravadas cenas exteriores no Castelo de Himeji, usando neve artificial.

### Na televisão
- 1980 - Shógun - mini-série protagonizada por Richard Chamberlain, na qual o Castelo de Himeji foi usado como Castelo de Osaka, não podendo, realmente, ser visto a partir da água.